# Nick Kypreos

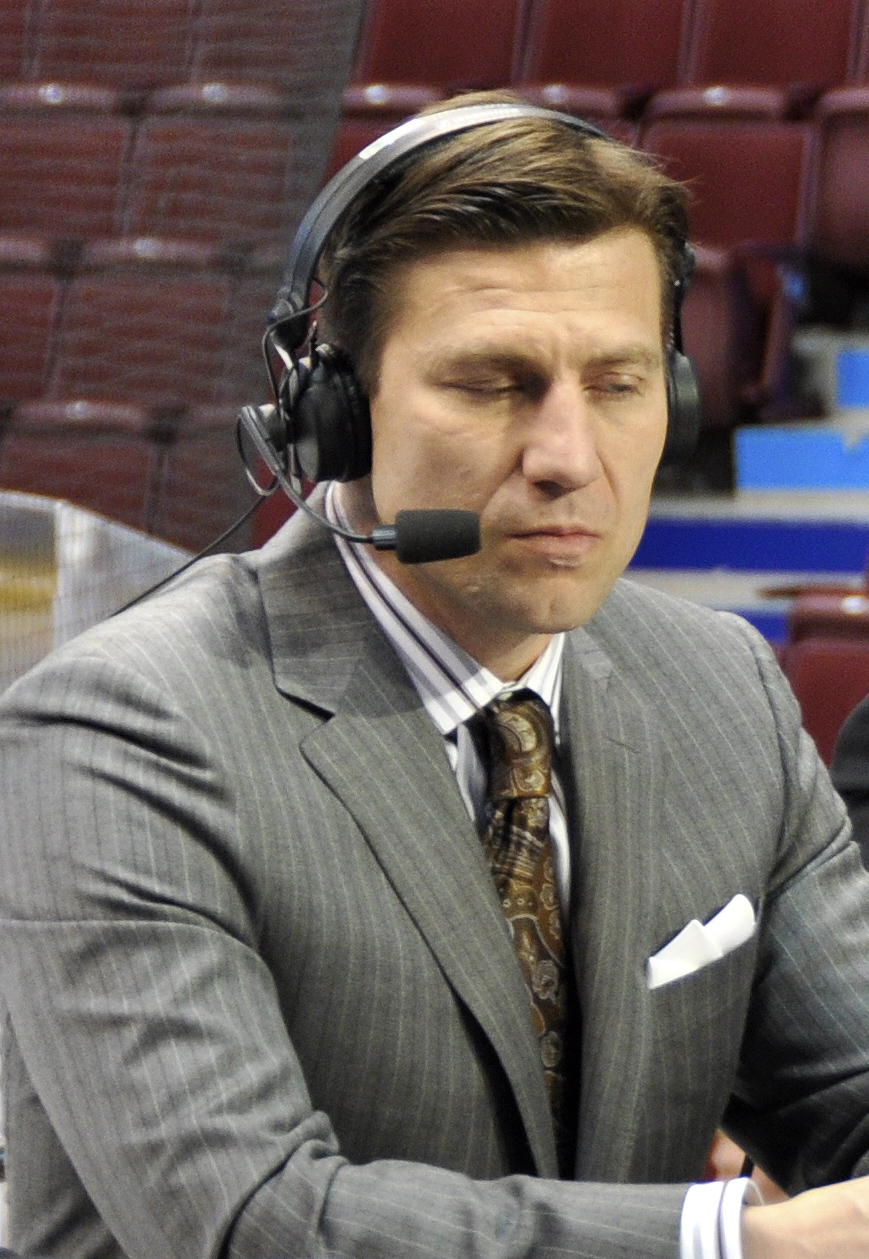
Nick Kypreos under OS 2010.

Nikos "Nick" Kypreos, född 4 juni 1966 i Toronto, Ontario, är en kanadensisk före detta professionell ishockeyspelare som spelade för Washington Capitals, Hartford Whalers, New York Rangers och Toronto Maple Leafs i NHL. Hans främsta merit är Stanley Cup-segern med New York Rangers 1994.
Kypreos var en slagskämpe men kunde även producera en och annan poäng. Hans poängmässigt bästa säsong var 1992–93 då han gjorde 17 mål och 10 assist för 27 poäng, tillsammans med 325 utvisningsminuter, på 75 matcher för Hartford Whalers. Karriären blev dock relativt kort och tog slut efter en olycklig hjärnskakning efter att han förlorat ett slagsmål mot Ryan VandenBussche. Numera jobbar Kypreos som hockeyanalytiker hos en av de större TV-kanalerna i Kanada.
Kypreos har anor från både Grekland och Filippinerna.